# Kand Tappeh
Kand Tappeh (persiska: كند تپه, كَند تِپِ) är en ort i Iran.   Den ligger i provinsen Hamadan, i den nordvästra delen av landet, 290 km väster om huvudstaden Teheran. Kand Tappeh ligger 2 135 meter över havet och antalet invånare är 337.
Terrängen runt Kand Tappeh är kuperad åt sydväst, men åt nordost är den platt.Runt Kand Tappeh är det ganska tätbefolkat, med 75 invånare per kvadratkilometer. Närmaste större samhälle är Khabar Arkhī, 18,1 km norr om Kand Tappeh. Trakten runt Kand Tappeh består i huvudsak av gräsmarker.